# Gubno
Gubno is een plaats in Slovenië en maakt deel uit van de gemeente Kozje in de NUTS-3-regio Savinjska. De plaats telde 156 inwoners op 1 januari 2020.